# Alexander
Alexander stammer fra det græske navn Αλεξανδρος (Alexandros), som betød "Forsvarer mænd/mennesket" fra græsk αλεξω (alexo) "At forsvare, hjælpe" og ανηρ (aner) "mand" (genitiv ανδρος). Det tilsvarende pigenavn er Alexandra.
I Danmark er der to kombinationer af navnet: Alexander eller Aleksander.
Ifølge Danmarks Statistik er omkring 10.000 mænd/drenge i Danmark med én af de to måder at stave navnet på.
Navnet Alexander har sin navnedag d. 18 marts navnedag

## Kendte personer

### Historiske personer
- Alexander den Store
- Alexander Sagulin Bay

### Kongelige
- Alexander (byzantinsk kejser), (912-913)
- Alexander (Aleksandr) 1., russisk zar
- Alexander (Aleksandr) 2., russisk zar
- Alexander (Aleksandr) 3., russisk zar

### Paver
- Pave Alexander 1.
- Pave Alexander 2.
- Pave Alexander 3.

### Øvrige
- Alexander Baldwin (Alec Baldwin), amerikansk skuespiller
- Aleksandr Blok, var russisk digter
- Alexander Gottlieb Baumgarten, var tysk filosof
- Alexander Dubček, tidligere slovakisk politiker
- Alexandre Dumas, den ældre, var fransk romanforfatter
- Alexander Graham Bell, opfinderen af telefonen
- Alexander Hamilton, var amerikansk politiker
- Alexander Lukashenko, nuværende præsident i Hvidrusland
- Aleksandr Sergejevitj Pusjkin, var russisk forfatter
- Alexander Roslin, var svensk portrætmaler
- Aleksandr Isajevitj Solsjenitsyn, var russisk forfatter
- Alexander Rybak, hviderussisk-norsk vinder af Eurovision Song Contest 2009
- Alexander von Humboldt, var tysk naturvidenskabsmand og opdagelsesrejsende.

### Alex
- Alex Ambrose, dansk sanger

## Andet med navnet Alexander
- Alexander (film) - film fra 2004 baseret på Alexender den Stores liv
- Alexander (månekrater) - månekrater opkaldt efter Alexender den Store